# Fogkefe robot
A fogkefe robot egy egyszerű, elemmel működő robot, aminél a motor nem kereket hajt, hanem a teljes fogkefe botot hozza vibrálásba, és ezzel készteti mozgásra, továbbhaladásra az elasztikus szőrökön.
Az interneten feltehetően 2007-ben jelent meg először a vibrobotoknak ez a fajtája az Evil Mad Scientist Laboratories oldalán, ők adták az angol nevét is: BristleBot.
A robot irányíthatatlan, pályája kiszámíthatatlan, fordulatokkal teli, bár a szőrök megfelelő hajlítgatásával elérhető, hogy a bot egy meghatározott irányba mozogjon.
A Harvard University kutatói a csoportosan úszó halak és csoportosan szálló rovarok viselkedésének kutatása kapcsán a modellezéséhez ezeket az apró robotokat használták fel, és a vizsgálat azt mutatja, hogy a behatárolt térbe és lágy talajra helyezett fogkefe robotok hajlamosak csoportosulni, és vagy csoportként együtt mozogni, vagy egy álló csoportot képezni.
Elkészítése nem igényel túl sok pénzt, illetve túl nagy tudást sem, így oktatási segédeszközzé vált, gyakran építtetnek fogkefe robotot a robotika oktatás vagy szakkörök keretében 6-10 éves korú gyerekekkel, és vannak olyan cégek, amelyek arra szakosodtak, hogy az ilyen barkácsoláshoz az építőelemeket és az összeépítés leírását biztosítsák. A berlini Haus der Kulturen der Welt, ami a kortárs művészetek háza, tanfolyamot szervez gyerekek számára, amin megtanulják a fogkefe robot építését. A Museum für Kommunikation Frankfurt szervezésében rendezett DIY kiállítás pedig egyik témájául ezt a robotot választotta.

## Megjelenése
Egy fogkefe levágott feje, egy telefonokban rezgőként használt vibramotor, egy elem és némi ragasztó.

## Elkészítése
Az elkészítéséről található egy angol videó, amit a nyelv beszélése nélkül is tökéletesen meg lehet érteni.
Szükséges:
- 1 darab vibramotor
- 1 darab elem
- 1 darab fogkefe levágott feje
- kevés ragasztószalag (mind a két oldalán ragadó felületű)

A fogkefe sörtéit egy irányba elhúzzuk, majd ráhelyezzük a ragasztószalagot. Ezután a ragasztószalagra ráhelyezzük a vibramotort, majd az elemet. Ezután a vibramotor vezetékét hozzáérintkeztetjük az elemhez. Ha az elem lemerült, könnyen ki lehet cserélni.